# Filippo Regni
Filippo Regni (Gubbio, 29 agosto 1936) è un ex calciatore italiano, di ruolo difensore.

## Caratteristiche tecniche
Giocò nel ruolo di terzino sinistro.

## Carriera
Giocò in Serie A con il Messina.

## Palmarès

### Club

#### Competizioni nazionali
- Serie B: 1

Messina: 1962-1963